# Valvet, Göteborg

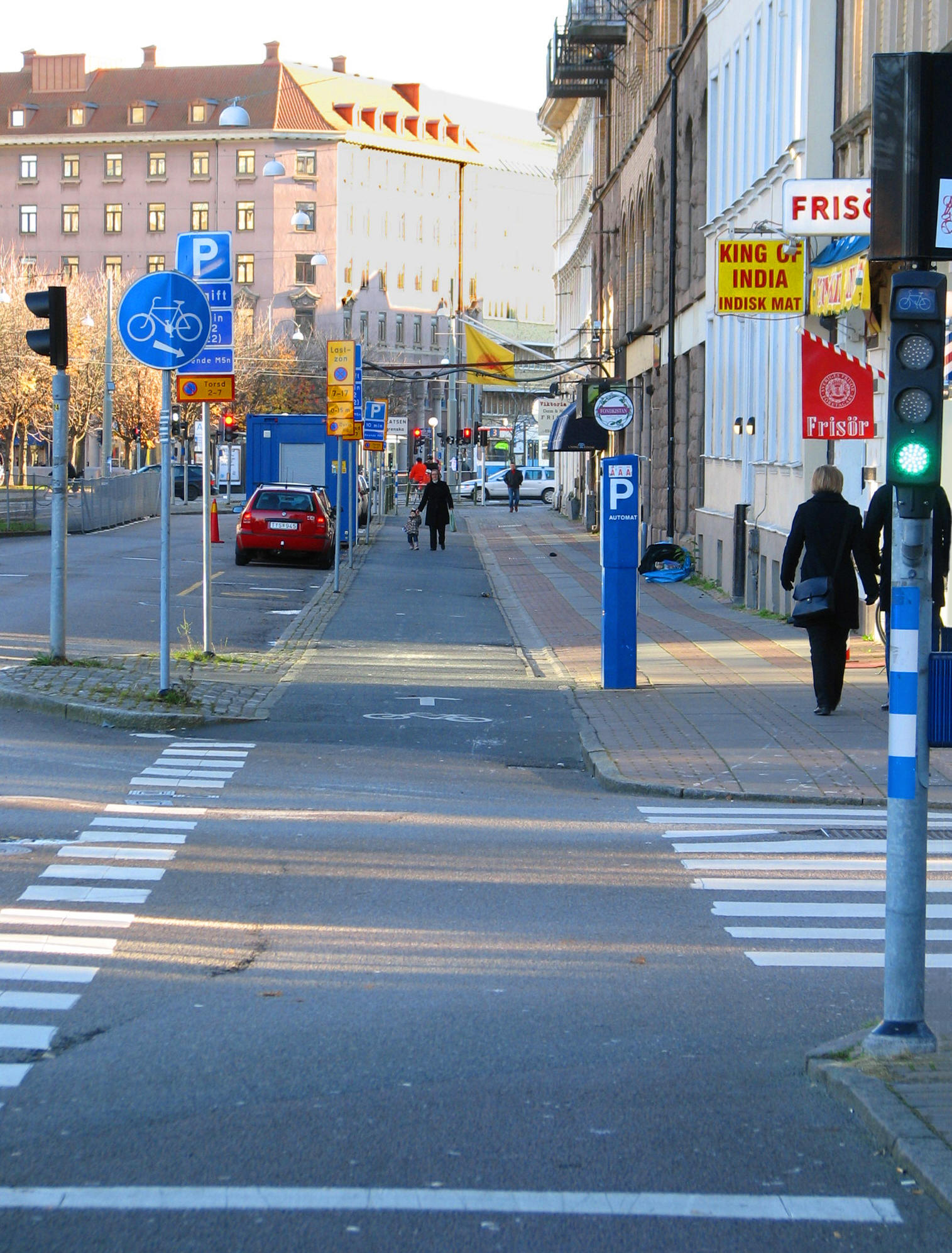
Rockklubben Valvet låg på Första Långgatan 12, med ingång inne från gården i det vita huset till höger.

Valvet var en rockklubb i en industrifastighet på Första Långgatan 12, i Masthugget, Göteborg som drevs åren 1988–1993. Den första spelningen var med jugoslaviska industrisyntharna Borghesia den 30 september 1988 och den sista var en avslutningsfest med flera band den 5 juni 1993.
Verksamheten drevs av Musikföreningen ARRG (Aktionsgruppen Rädda Rocken i Göteborg), där Leif Strandh, Per-Arne Pettersson och Magnus Rudholm var extra drivande i att Valvet blev till. I lokalen där det max fick vistas 150 personer hade flera klubbar huserat tidigare, bland annat Västgöta nation och Mox. På Valvet, som fick sitt namn efter ett arkitektoniskt valv i lokalen, genomfördes ofta flera konserter i veckan, både med lokala och utländska band. Valvets verksamhet riktade sig främst till en yngre publik men de sålde folköl. Många band återkom vid flera tillfällen och fokus  främst synth, hårdrock och punk.
På grund av Valvet läge, störde musiken de kringboende i omgivande fastigheter. Därför upphörde orkesterverksamheten och lokalerna blev konstnärsateljé och senare del av dåvarande Hovedskous konstskola. Adressen där klubben låg, Första Långgatan 12, är en kulturskyddad fastighet som består av huset ut mot gatan och ett hus inne på gården. Gatuhuset är uppfört 1857 och är Göteborgs första hus i betong. Gårdshuset byggdes 1918 som ett lagerhus med loftgångar runt om gården på varje våning och träportar in till varje lägenhet. Hela huset var på 1990-talet fullt med konstnärsateljéer, och det blev stora protester då det, år 2003, byggdes om till studentbostäder.

## Exempel på band som spelade på Valvet (i alfabetisk ordning)
Enligt denna källa:
- Arvid Tuba
- Atomic Swing
- At The Gates
- Backyard Babies
- Borghesia
- Borås Energi
- Broder Daniel
- Cassandra Complex
- Cat Rapes Dog
- Clock DVA
- Dark Tranquility
- Die Krupps
- Elegant Machinery
- En Halvkokt i Folie
- Entombed
- Esrange
- Jävlaranamma
- The Klinik
- The Legendary Pink Dots
- The Neon Judgement
- Köttgrottorna
- Liket Lever
- Lucky Stiff
- Mobile Homes
- Njurmännen
- Pagandom
- Page
- Pankow
- Pouppée Fabrikk
- Räserbajs
- Schmaalhans Weltraum
- S.P.O.C.K.
- Twice A Man